# 奧斯汀·B·威廉斯
奧斯汀·比蒂·威廉斯（英語：Austin Beatty Williams，1919年10月17日—1999年10月27日）是一名美國甲殼類學家，「公認的美洲東部十足甲殼動物系統研究專家和領導者」。

## 生平
威廉斯於1919年10月17日出生在密蘇里州普拉茨堡，是奧利佛·佩里·威廉斯（Oliver Perry Williams）和露西·塞爾（Lucy Sell）三個孩子中的長子。他曾就讀於麥克弗森學院和堪薩斯大學，並於1951年取得博士學位。之後，他曾在北卡羅萊納大學漁業研究所和伊利諾大學厄巴納-香檳分校工作，之後在史密森尼學會的美國國家海洋漁業局的系統分類學實驗室任職。他已婚，有一個兒子和兩個孫子。1999年10月27日，他因癌症在維吉尼亞州瀑布教堂逝世。

## 研究工作
威廉斯的第一篇科學論文發表於1952年，描述了來自歐扎克高地的六種淡水螯蝦新品種；他一直發表論文，直到1999年逝世，期間共發表了118篇文章。他最重要的作品包括有關卡羅萊納州海洋十足殼類動物、美國大西洋沿岸十足殼類動物以及世界各大洋龍蝦的專著。他贏得了多個獎項，包括甲殼動物學會的卓越研究獎和美國漁業學會的奧斯卡·艾爾頓·賽特獎（Oscar Elton Sette Award）。

## 外部連結
- . 23 February 2023.